# Ruanoho decemdigitatus
Ruanoho decemdigitatus è un piccolo pesce d'acqua salata, unico rappresentante del genere Ruanoho, appartenente alla famiglia Tripterygiidae.

## Distribuzione e habitat
Questa specie è diffusa nelle acque costiere della Nuova Zelanda. Abita acque profonde da pochi metri fino a circa -17 m di profondità, con fondale roccioso e ricco di cavità.

## Descrizione
Il corpo è molto allungato, a sezione cilindrica, con bocca grande e occhi sporgenti. Presenta due pinne dorsali (la prima con tre raggi, la seconda, più lunga, con 14 raggi), ampie pinne pettorali, mentre le ventrali sono ridotte a pochi raggi mobili. La pinna anale è lunga, la caudale arrotondata.

La livrea denota il dimorfismo sessuale: il maschio presenta corpo di colore grigio-nero, pinne rosse, mentre la pinna anale bordata di bianco e azzurro durante il periodo riproduttivo. La femmina è grigio verde, con una fascia dai confini poco distinguibili che corre lungo le pinne dorsali.

Raggiunge una lunghezza massima di poco superiore ai 10 cm.